# Куаутемок (стадион)
Эстадио Куаутемок (исп. Estadio Cuauhtémoc) — стадион, находящийся в городе Пуэбла-де-Сарагоса (Мексика). Название стадиона происходит от имени Куаутемока, последнего тлатоани государства ацтеков.
Стадион служит домашней ареной для футбольного клуба «Пуэбла» с 1968 года. На ноябрь 2014 года вместимость арены составляет 44 648 зрителей, что делает его пятым стадионом по этому показателю в Мексике. Другая команда Пуэблы «Лобос БУАП» также проводила некоторые свои матчи на стадионе Куаутемок. Стадион принимал у себя матчи двух Чемпионатов мира по футболу: 1970 и 1986 годов. Арена расположена вблизи автотрассы Пуэбла-Веракрус, по соседству с бейсбольным стадионом Эрманос Сердан.

## История
Стадион Куаутемок был спроектирован мексиканским архитектором Педро Рамиресем Васкесем, который также работал над возведением стадиона Ацтека и базилики Святой Девы Гваделупской. Открытие стадиона состоялось 6 октября 1968 года перед самым началом Летних Олимпийских игр 1968 года. Название стадион своё получил благодаря мексиканской пивоварне «Cuauhtémoc-Moctezuma», вложившей немалые средства в его возведение. Строительство арены продолжалось в течение 500 дней, рабочие смены зачастую составляли 16-18 часов, чтобы успеть до начала Олимпийских игр.
6 октября 1968 года в матче открытия сборная Мексики по футболу сыграла вничью (1:1) со сборной Чехословакии. Первый гол был забит мексиканцем Исидоро Диасем, а ответный — чехословаком Павлом Штратилом.
В первые годы существования вместимость стадиона составляла около 35 000 зрителей, которая была увеличена в 1985 году при подготовке к Чемпионату мира по футболу 1986. С возведением нового уровня стадион Куаутемок стал вмещать 42 648 человек, а на некоторых событиях и концертах собиралось более 50 000 зрителей.
5 декабря 2013 года было объявлено о реконструкции всего стадиона Куаутемок со стороны Правительства штата Пуэбла.
После реконструкции законченной в декабре 2015 года, количество мест увеличилось с  42 000 до 51 726.

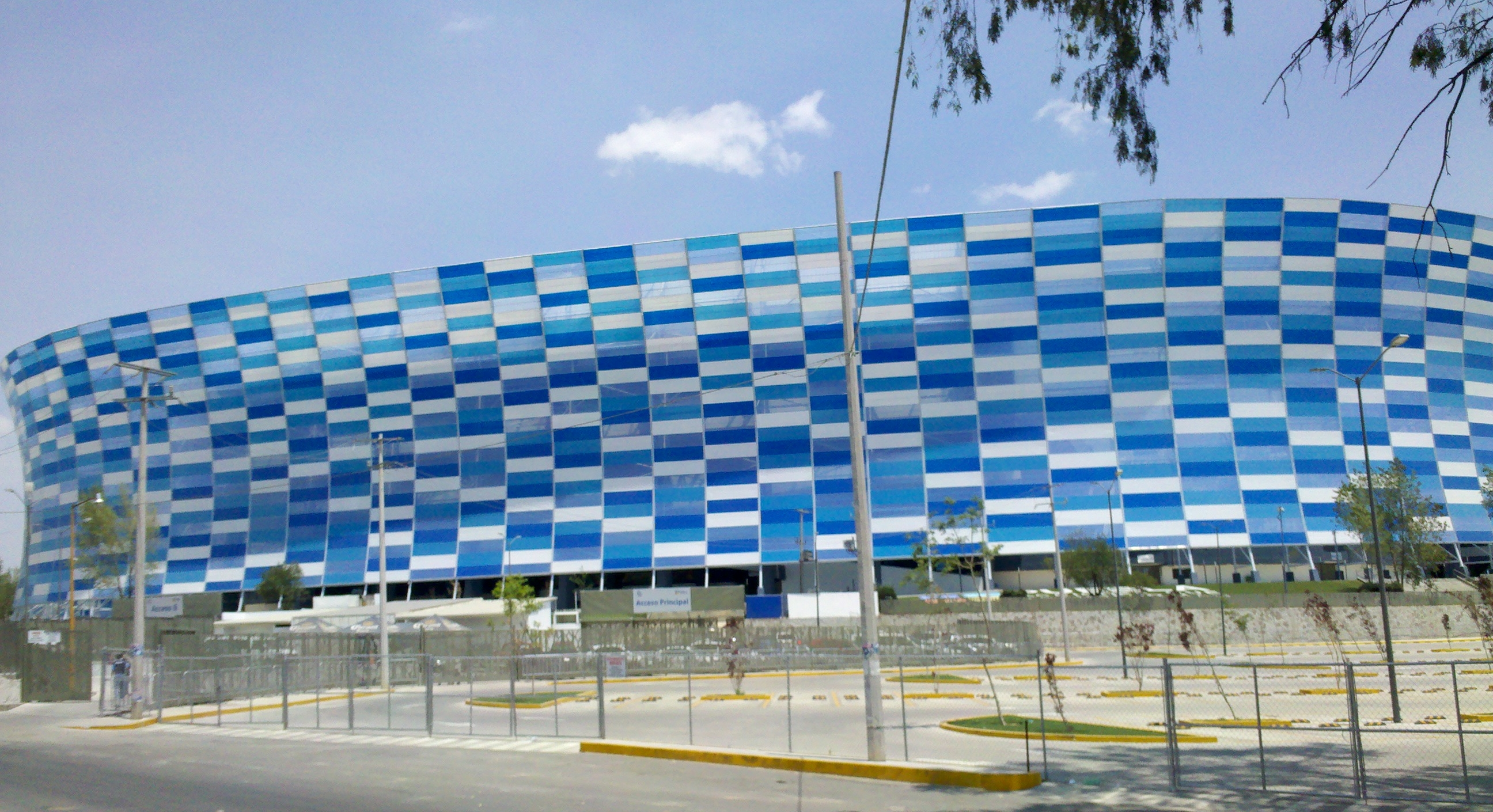
Фасад стадиона после реконструкции 2015 года

### Чемпионат мира по футболу 1970
Стадион Куаутемок служил фактически домашним для сборной Уругвая по футболу во время Чемпионата мира 1970 года. В первой игре, 2 июня, уругвайцы обыграли (2:0) сборную Израиля. Второй матч Уругвая на Куаутемоке закончился ничьей (0:0) с Италией. В последней игре группового этапа, 10 июня, уругвайцы уступили шведам (0:1).

### Чемпионат мира по футболу 1986
На Чемпионате мира 1986 года на Куаутемоке прошло 5 матчей. Действовавший чемпион мира, сборная Италии, сыграла здесь 2 матча группового турнира: 5 июля вничью (1:1) с Аргентиной, за которую забил Марадона, а 10 июня обыграла Корею (3:2).
В 1/8 финала, 16 июня, на Куаутемоке аргентинцы обыграли уругвайцев (1:0). В 1/4 финала, 22 июня, на Куаутемоке Бельгия смогла преодолеть сопротивление испанцев в серии пенальти, за игрой наблюдало максимальное количество зрителей для стадиона на этом турнире (45 000).

## Матчи Олимпийских игр и Чемпионатов мира по футболу

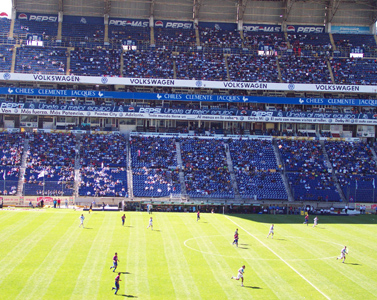

| Дата            | Матч                 | Зрители |
| --------------- | -------------------- | ------- |
| 13 октября 1968 | Франция 1-0 Гвинея   | 10 000  |
| 15 октября 1968 | Гвинея1-1 Колумбия   | 10 000  |
| 17 октября 1968 | Колумбия 1-4 Франция | 10 000  |

| Дата            | Матч                 | Зрители |
| --------------- | -------------------- | ------- |
| 14 октября 1968 | Япония 3-1 Нигерия   | 10 000  |
| 16 октября 1968 | Бразилия 1-1 Япония  | 10 000  |
| 18 октября 1968 | Бразилия 3-3 Нигерия | 10 000  |

| Дата            | Матч                | Зрители |
| --------------- | ------------------- | ------- |
| 20 октября 1968 | Мексика 2-0 Испания | 10 000  |

| Дата         | Матч                | Зрители |
| ------------ | ------------------- | ------- |
| 2 июня 1970  | Уругвай 2-0 Израиль | 20 659  |
| 6 июня 1970  | Уругвай 0-0 Италия  | 29 968  |
| 10 июня 1970 | Швеция 1-0 Уругвай  | 18 163  |

| Дата         | Матч                             | Зрители |
| ------------ | -------------------------------- | ------- |
| 5 июня 1986  | Италия 1-1 Аргентина             | 32 000  |
| 10 июня 1986 | Республика Корея 2-3 Италия      | 20 000  |
| 16 июня 1986 | Аргентина 1-0 Уругвай            | 26 000  |
| 22 июня 1986 | Испания 1-1(по пен. 4-5) Бельгия | 45 000  |
| 28 июня 1986 | Франция 4-2 Бельгия              | 21 000  |

## Турниры, проводившиеся на стадионе

### Национальные соревнования
- Чемпионат Мексики по футболу
- Чемпионат Мексики по футболу (Второй дивизион)
- Ассенсо МХ
- Кубок Мексики по футболу
- Чемпион чемпионов Мексики по футболу
- Суперкубок Мексики по футболу

### Международные соревнования
- Летние Олимпийские игры 1968
- Чемпионат мира по футболу 1970
- Чемпионат мира по футболу среди молодёжных команд 1983
- Чемпионат мира по футболу 1986
- Лига чемпионов КОНКАКАФ
- Межамериканский кубок
- Чемпионат КОНКАКАФ среди молодёжных команд 2013